# 大阪市立巽東小学校
大阪市立巽東小学校（おおさかしりつ たつみひがししょうがっこう）は、大阪府大阪市生野区にある公立小学校。

## 沿革
- 1973年4月 - 大阪市立巽小学校より分離開校。
- 1973年7月 - プール竣工。
- 1975年11月 - 講堂落成。
- 2000年2月 - パソコン教室設置。

## 著名な出身者
- 青山大紀 - プロ野球選手
- 杉本健勇 - プロサッカー選手
- ウーイェイよしたか - スマイル (お笑いコンビ)

## 交通
- 地下鉄千日前線 北巽駅南東500m